# Кубок Німеччини з футболу 1942
Кубок Німеччини з футболу 1942 — 8-й розіграш кубкового футбольного турніру в Німеччині.
У фінальному етапі брали участь 64 команди (у зв'язку з анексією частини Франції, Австрії, Чехословаччини, Люксембургу та Польщі Третім Рейхом участь брали австрійські, французькі, чеські, люксембурзькі та польські клуби). Переможцем кубка Німеччини вперше став Мюнхен 1860.

## 1/32 фіналу
| Команда 1                     | Рахунок | Команда 2                 |
| ----------------------------- | ------- | ------------------------- |
| 19 липня 1942                 |         |                           |
| Армінія (Білефельд)           | 4:0     | ЛСВ Гютерсло              |
| Штутгарт                      | 6:1     | Людвігсгафен              |
| Кенігсберг                    | 6:0     | Понарт (Кенігсберг)       |
| Неуфарвасер (Данціг)          | 3:2     | Хайлігенбайль             |
| Марієнвердер                  | 1:2     | Штеттін                   |
| Штеттінер                     | 1:2     | Пютніц (Рибніц-Дамгартен) |
| Бляу-Вайс 1890 (Берлін)       | 3:0     | Люфтганза (Берлін)        |
| Галлешер Шпортфройнде         | 1:2     | Мінерва-93 (Берлін)       |
| Бреслауер-02                  | 12:3    | Герліц                    |
| Бельке (Кракау)               | 2:5     | Ліпин                     |
| Райнеке (Бжег)                | 3:1     | Ольмюц                    |
| Германія-01 (Кенігсгютте)     | 3:5     | Адлер (Демблін)           |
| Фалькенау                     | 3:1     | Планіцер                  |
| Дебельн                       | 4:1     | Праг                      |
| Дессау-05                     | 2:0     | Айнтрахт (Брауншвейг)     |
| Вердер                        | 5:1     | Вікторія (Гамбург)        |
| Гамбург                       | 6:0     | Аймсбюттелер (Гамбург)    |
| Ганновер 96                   | 3:3     | Фортуна (Лейпциг)         |
| Боруссія (Фульда)             | 1:6     | Вестенде-Лаар (Дуйсбург)  |
| Шварц-Вайс-07 (Еш-сюр-Альзет) | 2:5     | Стад (Дюделанж)           |
| Вікторія-1911 (Кельн)         | 2:3     | Кельн-Шюльц               |
| Гамборн-07 (Дуйсбург)         | 0:2     | Шальке 04                 |
| Ханау-93                      | 2:1     | Швайнфурт-1905            |
| Вальдгоф                      | 3:1     | Мангайм                   |
| Кайзерслаутерн                | 2:3     | Кікерс (Оффенбах)         |
| Боруссія (Нойнкірхен)         | 4:5     | СС Страсбур               |
| Рот-Вайс (Ессен)              | 2:5     | Кельн-1899                |
| Мюлуз-1893                    | 2:1     | Страсбур                  |
| Беблінген                     | 2:3     | Штутгартер Кікерс         |
| Айнтрахт (Франкфурт-на-Майні) | 4:1     | Фюрт                      |
| Мюнхен-1860                   | 5:3     | Рапід (Відень)            |
| Вінер АК                      | 1:2     | Фірст Вієнна              |
| 26 липня 1942 (перегравання)  |         |                           |
| Фортуна (Лейпциг)             | 4:2     | Ганновер 96               |

## 1/16 фіналу
| Команда 1                 | Рахунок | Команда 2                     |
| ------------------------- | ------- | ----------------------------- |
| 16 серпня 1942            |         |                               |
| Вестенде-Лаар (Дуйсбург)  | 1:0     | Армінія (Білефельд)           |
| Мюлуз-1893                | 0:2     | Штутгарт                      |
| Дессау-05                 | 5:3     | Дебельн                       |
| Штеттін                   | 4:1     | Кенігсберг                    |
| Пютніц (Рибніц-Дамгартен) | 3:2     | Неуфарвасер (Данціг)          |
| Ліпин                     | 4:0     | Бреслауер-02                  |
| Адлер (Демблін)           | 7:1     | Райнеке (Бжег)                |
| Шальке 04                 | 6:0     | Айнтрахт (Франкфурт-на-Майні) |
| Кельн-1899                | 1:2     | Вердер                        |
| Кікерс (Оффенбах)         | 3:1     | Ханау-93                      |
| СС Страсбур               | 5:4     | Вальдгоф                      |
| Штутгартер Кікерс         | 1:3     | Мюнхен-1860                   |
| Стад (Дюделанж)           | 2:0     | Кельн-Шюльц                   |
| Фалькенау                 | 4:0     | Фірст Вієнна                  |
| Фортуна (Лейпциг)         | 0:3     | Бляу-Вайс 1890 (Берлін)       |
| Мінерва-93 (Берлін)       | 0:2     | Гамбург                       |

## 1/8 фіналу
| Команда 1               | Рахунок | Команда 2                 |
| ----------------------- | ------- | ------------------------- |
| 30 серпня 1942          |         |                           |
| Штеттін                 | 4:1     | Пютніц (Рибніц-Дамгартен) |
| Ліпин                   | 4:1     | Адлер (Демблін)           |
| Вердер                  | 6:1     | Кікерс (Оффенбах)         |
| Шальке 04               | 4:1     | Вестенде-Лаар (Дуйсбург)  |
| Мюнхен-1860             | 15:1    | СС Страсбур               |
| Штутгарт                | 0:2     | Стад (Дюделанж)           |
| Гамбург                 | 3:4     | Дессау-05                 |
| 13 вересня 1942         |         |                           |
| Бляу-Вайс 1890 (Берлін) | 4:1     | Фалькенау                 |

## Чвертьфінали
| Команда 1       | Рахунок | Команда 2               |
| --------------- | ------- | ----------------------- |
| 27 вересня 1942 |         |                         |
| Дессау-05       | 0:4     | Шальке 04               |
| Стад (Дюделанж) | 0:7     | Мюнхен-1860             |
| Ліпин           | 4:1     | Бляу-Вайс 1890 (Берлін) |
| Вердер          | 4:1     | Штеттін                 |

## Півфінали
| Команда 1      | Рахунок | Команда 2 |
| -------------- | ------- | --------- |
| 25 жовтня 1942 |         |           |
| Мюнхен-1860    | 6:0     | Ліпин     |
| Шальке 04      | 2:0     | Вердер    |

## Фінал
| 15 листопада 1942 |

| Мюнхен-1860                    | 2:0      | Шальке 04 |
| ------------------------------ | -------- | --------- |
| Вілімовський 80' Шмідгубер 88' | Протокол |           |

| Олімпіаштадіон, Берлін Глядачів: 80 000 Арбітр: Альберт Мюлтер |